# Butte Chaumont
Pour les articles homonymes, voir Buttes Chaumont.
La butte Chaumont est un des points les plus élevés de Normandie. Située dans l'Orne, plus précisément dans la forêt d'Écouves au nord-ouest d'Alençon, elle culmine à 378 m, entre le signal d'Écouves et le mont des Avaloirs, dans le Massif armoricain.

## Histoire
Durant la Première Guerre mondiale, en 1916, la butte Chaumont avait été retenue au nombre des postes élevés, sur une ligne allant de Brest au-delà de Lyon, permettant la surveillance de l'éventuel passage des aéronefs et dirigeables allemands.
Le futur historien du Maine, André Bouton, mobilisé comme sergent au 117e régiment d'infanterie, investi en 1917 du commandement du poste de guet de Saint-Denis-sur-Sarthon, fut chargé de construire un pylône sur le haut de la Butte et d'installer sa troupe dans un baraquement en bois. Jamais il ne vit passer un avion ennemi... Son passage à la butte Chaumont permit à André Bouton de commencer ses premières recherches et de publier, en 1924, un ouvrage sur le site : Les environs pittoresques d'Alençon : la Butte-Chaumont.
Dans son ouvrage, André Bouton décrit le panorama exceptionnel qu'offre le site :
« Du sommet de la Butte-Chaumont, le géologue pourra situer les phases de tous les grands évènements (géologiques). Il aura principalement une belle vue d'ensemble sur le détroit jurassique compris entre les massifs anciens de Perseigne et d'Écouves et qui fait communiquer la campagne de Caen par les plaines d'Argentan, Sées et Alençon, avec la région du Saosnois. »

## Patrimoine naturel
La butte Chaumont fut classée comme site protégé le 17 novembre 1931. Depuis 2013, la butte Chaumont est en zone naturelle d'intérêt écologique, faunistique et floristique.

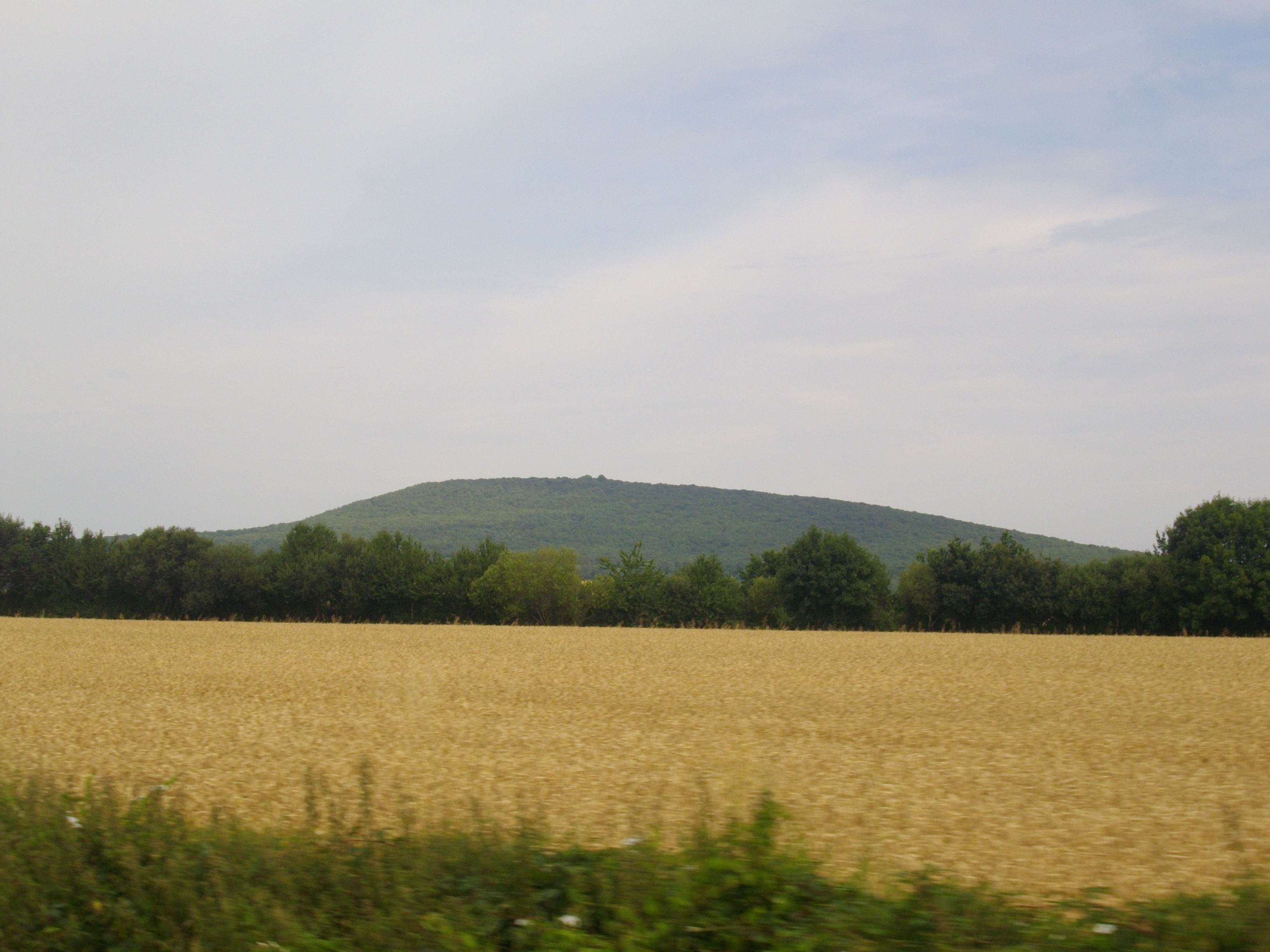
La butte Chaumont vue depuis la RN 12, entre Pacé et Saint-Denis-sur-Sarthon.
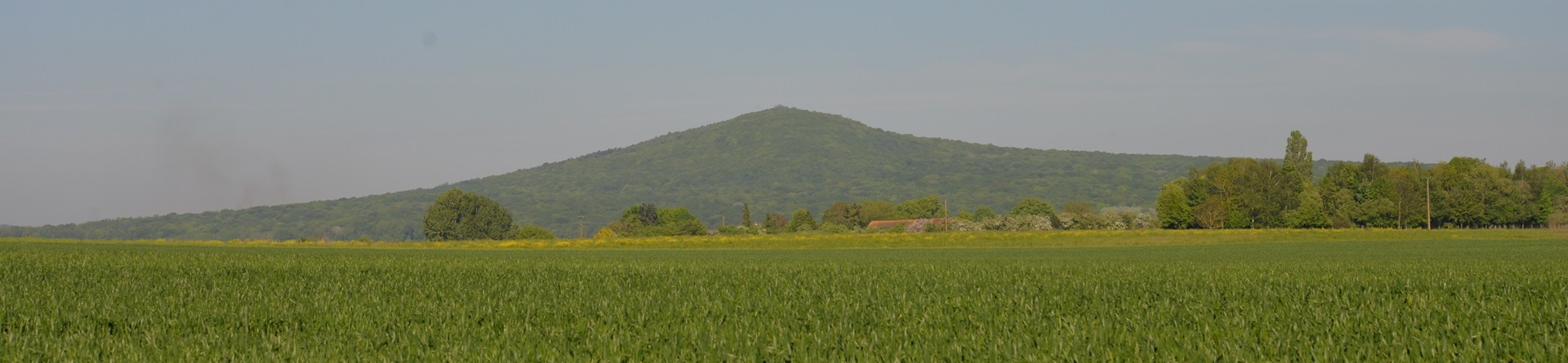
Vue depuis Colombiers.

## Sources
- André Bouton, Les environs pittoresques d'Alençon : la Butte-Chaumont, imprimerie alençonnaise, 1924, in-8 (144 pages)
- Philippe Bouton, André Bouton, historien du Maine, dans le volume de mémoires 1980 de la Société d'agriculture, sciences et arts de la Sarthe.